# Néo-calvinisme
Ne doit pas être confondu avec Nouveau calvinisme.
Le néo-calvinisme est une version du calvinisme qui fut adoptée à la fois par des conservateurs et des libéraux (en matière de théologie). Il se développa vers la fin du XIXe siècle au sein de l'Église réformée néerlandaise, sous l’influence du théologien et homme politique néerlandais Abraham Kuyper (1837-1920) et rencontra un succès important dans les milieux réformés américains, en partie par opposition aux thèses du protestantisme libéral.

## Historique
Au cours de sa première expérience pastorale, Kuyper découvrit le calvinisme traditionnel, version conservatrice de la doctrine protestante de l'Église réformée néerlandaise (Nederlandse Hervormde Kerk) dont la confession et la doctrine étaient plus modernistes et libérales. Il décida de tirer cette église de son sommeil piétiste et doctrinal, ce qui le conduisit à créer une structure ecclésiale séparée, un journal, une université (l’Université libre d'Amsterdam) et un parti politique. Une déclaration faite par Kuyper lors du premier discours inaugural de l’Université libre d'Amsterdam est restée le point de ralliement historique des néo-calvinistes : « Aucune partie de notre univers mental ne peut être isolée du reste et il n’y a pas un pouce carré dans tout le domaine de l’existence humaine dont Christ, qui est partout souverain, ne revendique pas la propriété. »

## Principes distinctifs
Le néo-calvinisme entend rééquilibrer la « philosophie réformée » face aux influences des Lumières, mettant à jour la weltanschauung calviniste en réponse aux questions scientifiques, sociales et politiques du monde moderne. Pour montrer leur cohérence avec le mouvement réformé historique, ses partisans font référence aux chapitres 1 à 3 du 1er livre de l'Institution de la religion chrétienne de Calvin. Il comporte plusieurs principes philosophiques spécifiques :

### La souveraineté universelle de Dieu
Le concept clé du calvinisme est, selon Kuyper, la souveraineté de Dieu sur le cosmos tout entier dans toutes ses sphères, et ne saurait se limiter à la sphère de la piété individuelle. Cette souveraineté divine se reflète dans une triple souveraineté humaine : celle de l'État, celle de la société et celle de l'Église. C’est cette idée qui fonde le néo-calvinisme, tant pour ses partisans que pour ses adversaires. Elle ne figure pas dans le calvinisme classique originel bien que Kuyper ait affirmé que beaucoup de ses idées étaient présentes en germe dans les écrits de Calvin. Les graines sont là dans la pensée de Calvin, disait-il, mais il faut les élaborer davantage et les appliquer. Cette idée de la souveraineté universelle de Dieu débouche naturellement sur une conception « idéologique » ou « théologique » chrétienne qui s’étend à tous les domaines de la vie et de la pensée humaine. Les néo-calvinistes rejettent donc l’idée qu’il puisse y avoir une pensée théorique « neutre » sur le plan religieux,.

### Antithèse et grâce commune
Une des forces des idées de Kuyper est de combiner deux principes en apparence contradictoires, à savoir ceux de l'antithèse et la grâce commune.
L’antithèse est celle qui oppose fondamentalement l'église et le monde. Les rachetés vivent sur le principe de l’amour de Dieu, et le reste de l’humanité vit sur le principe opposé, à savoir l’inimitié ou l’hostilité contre Dieu. Une telle opposition pourrait empêcher toute coopération entre les deux camps, n’eût été ce que Kuyper appelle la grâce commune, une doctrine là encore présente dans Calvin mais que Kuyper transforme profondément. L'idée est que, outre la grâce spéciale ou grâce salvatrice, qui est accordée seulement aux élus de Dieu, il existe aussi une grâce accordée par Dieu à tous les hommes qui régénère leur cœur, limite les effets destructeurs du péché au sein de l'humanité et permet aux hommes, même non élus, de développer les forces latentes de la création et d'apporter ainsi une contribution positive à l'exécution du mandat culturel donné à l'homme avant la chute. Parce que tous les hommes partagent cette grâce commune en raison de l'image de Dieu imprimée en eux, les chrétiens peuvent et doivent travailler ensemble avec les incroyants à l'amélioration des conditions de vie, à la lutte contre la pauvreté et à la promotion de la justice sociale pour tous. En outre, Kuyper a soutenu, la grâce commune nous permet de reconnaître et d'apprécier tout ce qui est bon et beau dans le monde et nous permet de profiter des dons de Dieu avec reconnaissance. Par conséquent, les chrétiens devraient être activement impliqués dans les arts et les sciences, et donc dans le développement de la culture. Kuyper a ainsi mis au défi la communauté réformée de «se purger de leurs dualismes piétistes, leur séparation du dimanche et de la semaine de travail, du spirituel et les conditions physiques en théologie, de la nature de la grâce ».
Cette double doctrine de l’antithèse et de la grâce commune est le pivot de l’œuvre et de la pensée de Kuyper. Elle permet de rassurer ceux qui veulent préserver la différence entre l'Église et le monde, et dans le même temps de satisfaire les intellectuels réformés qui apprécient certains aspects de la culture, de concilier la doctrine de la domination totale du péché après la chute et la présence du bien parmi les non-régénérés, de conserver bien en place la doctrine de la souveraineté universelle de Dieu puisque le Bien qui se produit dans le monde est le fruit de la Grâce de Dieu et non d’un effort humain. Mieux encore, elle accordait aux institutions (gouvernements, églises, justice, arts et sciences) un rôle dans la grâce divine, celui de moyens par lesquels Dieu limite les effets du péché dans le monde et permet à l’Homme de développer la création selon le plan de Dieu.
La Loi, pour les néo-calvinistes, est donc davantage que les dix commandements ou même que l'obéissance à la volonté de Dieu; elle est l'ordre divin de la Création établi par Dieu et comporte toute une palette de normes :  logique, historique, linguistique, sociale, économique, esthétique, juridique et religieuse.

### Le mandat culturel
Pour Kuyper, l’humanité actuelle devait poursuivre les objectifs fixés par Dieu à Adam avant la chute et seuls les chrétiens, régénérés par l’Esprit-saint, pouvaient accomplir cette mission de manière satisfaisante. Ces objectifs sont ceux énoncés au livre de la Genèse, chapitre 1, verset 28 : « Dieu les bénit ; Dieu leur dit : Soyez féconds, multipliez-vous, remplissez la terre et soumettez-la. Dominez sur les poissons de la mer, sur les oiseaux du ciel et sur tous les animaux qui fourmillent sur la terre. » Selon Kuyper, ce verset contient l’objectif fixé par Dieu à l’Homme, qui va bien au-delà de sauver les pécheurs, car il s’agit du salut du cosmos entier ; le salut des pécheurs, notre salut, en est un des moyens. La prédestination concerne l’ensemble de la création à laquelle l’œuvre de Dieu est destinée, par la grâce commune. La tâche du chrétien est donc énorme : remplir le « mandat culturel » fixé par Dieu et aider à amener la création à son plein potentiel. C’est une préparation indispensable à la parousie, l’avènement du Royaume de Dieu, le retour du Christ.

### L'Église comme institution et comme organisme
Kuyper introduit une distinction entre l'église-institution et l'église-organisme. En tant qu’institution, l'Église s’est vu confier trois fonctions (prophétique, sacerdotale et royale) et elle est appelée à prêcher et à administrer les sacrements et la discipline. En tant qu’organisme ou corps des croyants, son rôle est d'être impliquée dans des activités sociales et ainsi de réaliser le mandat culturel. Cette distinction au départ presque banale a donné lieu à une profonde différence de vision entre néo-calvinisme et calvinisme classique. En effet, Kuyper semblait indiquer que la vraie église n’est pas l'église-institution, mais l'église-organisme. Ceci est la façon dont il l'a dit : « L'Église en tant qu’institution n’est pas toute l'église, ni la vraie église ou l’essentiel, pas l'église elle-même, mais une institution établie par l'Église et pour l'Église afin que la Parole puisse être efficace en son sein ». En d'autres termes, l'église-institution existe pour servir l'Église-organisme, pour équiper les saints pour leur tâche dans le monde, à savoir l'engagement social, et le rachat du monde pour le Christ, obéissant au mandat culturel. Il y a là une rupture radicale avec le calvinisme et théologie réformée traditionnel. Jusqu'alors, les réformés considéraient l'église comme une institution salvatrice, l’atelier de l'Esprit Saint, où les pécheurs sont sauvés et nourris croyants dans la foi ainsi qu'équipés pour vivre dans ce monde en tant que chrétiens. Dans le schéma de Kuyper, les élus entrent dans ce monde déjà régénérés et peuvent être présumés se trouver dans un état de grâce dès la naissance. (Du fait de cette présomption, les bébés doivent être baptisés.) Par conséquent, la tâche principale de l'église est de nourrir les régénérés et les préparer à la vie dans le monde. Avant de Kuyper, l’église réformée, sans nier que l'église ait une tâche dans la société, mettait l'accent sur le salut des pécheurs, et la prédication portait sur les grands thèmes bibliques de la repentance : la foi, la nouvelle naissance, la justification, la sanctification, etc. Kuyper change cette orientation ; c’est ce que les chrétiens doivent faire pour racheter la société et la culture qui est devenu la chose importante.

### Le rejet du dualisme
Pour Kuyper, les dualismes, par exemple le dualisme entre la nature et la grâce qui a dominé l’approche scolastique, sont de fausses dichotomies, de fausses oppositions et de faux dilemmes. La vision néo-calviniste est au contraire que la Nature a été créée par Dieu ainsi que tout l’ordre cosmique et ne contient rien de « surnaturel » de même que la grâce est le moyen choisi par Dieu pour régénérer l’ordre du cosmos et ne contient rien de « non-créationnel ».

## Impact
L'impact du néo-calvinisme sur l’Église réformée et la société aux Pays-Bas a été très important. De ce mouvement sont issues les Églises réformées des Pays-Bas et leurs diverses scissions. Il a été le principal promoteur de la « compartimentation » ou « pilarisation » (verzuiling) de la société néerlandaise à partir de 1900 (c'est-à-dire sa division de la société en groupes idéologiquement orientés).
À l'échelle internationale, le néocalvinisme représente un des grands renouveaux de la pensée chrétienne sur Dieu et sur le monde. L'idéologie du mouvement a longtemps été un produit d'exportation néerlandais. Il a particulièrement pris racine en Amérique du Nord et en Afrique du Sud, où de nombreux immigrants néerlandais sont installés.

## Évolution
Le néo-calvinisme bifurque vers des mouvements théologiquement plus conservateurs aux États-Unis. Le premier d'entre eux à devenir important se développe à travers les écrits de Francis Schaeffer (1912-1984), qui réunit autour de lui un groupe d'universitaires, et qui diffuse leurs idées par écrit et grâce à L'Abri (en) (1955), un centre d'études calviniste d’abord lancé en Suisse avant d’essaimer dans plusieurs pays. Ce mouvement a généré une conscience sociale renouvelée au sein des évangéliques.

## Critique

### Conservatisme politique
Les calvinistes plus modernes ont décrit le néocalvinisme comme une révision du calvinisme, mais une révision plus conservatrice par rapport au christianisme moderne ou à la néo-orthodoxie.

### Critique venue de l’orthodoxie calviniste
Si la « grâce commune » est la cheville ouvrière de la pensée de Kuyper, c’est également son talon d'Achille. Alors que de nombreux protestants réformées avaient adhéré aux idées de Kuyper avec enthousiasme, il y en eut aussi rapidement beaucoup qui exprimèrent un fort désaccord théologique. Des théologiens reréformés (‘’gereformeerd’’) comme Johannes Lindeboom (nl) et Foppe Ten Hoor expliquèrent que certains des points majeurs de la doctrine de Kuyper étaient contraires à l'Écriture et aux confessions de foi réformées. Ils étaient en particulier préoccupés par trois questions : la doctrine de Kuyper sur l'église, son point de vue sur la tâche principale de l'église, et sa vision optimiste de la culture et du potentiel pour la racheter.

### Intellectualisme et sécularisme
Pour qualifier le néo-calvinisme, le professeur Willem Jan Aalders (nl) parlait d’un « grand déraillement » (De Grote Ontsporing). Pour lui, Kuyper avait insisté de manière disproportionnée sur la culture et l’engagement social du chrétien, provoquant ce qu’il appelait l’externalisation des doctrines de la grâce, particulièrement celles de la justification et de la régénération. Dans les milieux néo-calvinistes, la justification n’est plus mise en avant et expérimentée comme elle avait pu l’être par Luther, Calvin et tous ceux qui vivent de la parole de Dieu plutôt que de philosophies humaines, fussent-elles à tonalité religieuse. L’esprit spéculatif, abstrait, philosophique y a éliminé l’influence spirituelle intérieure de la parole de Dieu. Un concept de régéneration abstrait a remplacé la justification par l’esprit de Dieu. L’enthousiasme de Kuyper pour la souveraineté totale du Christ aura ainsi conduit à l’accélération du processus de sécularisation des valeurs spirituelles. Au travers de son exposition croissante au monde et à l’esprit du monde, la foi réformée se trouverait donc de plus en plus « externalisée » et dé-spiritualisée. Parmi les amis de Kuyper même, certains s’en émurent. Ainsi le pasteur J.C. Aalders adressait en 1916 cet avertissement à ses collègues pasteurs peu avant de quitter les églises reréformées : « Nos paroissiens réformés, progressivement entrés en contact avec le monde de la culture, sont en grand danger d'être influencé par l'humanisme. Dans la mesure où le mysticisme et l'anabaptisme ont été surmontés, le peuple de Dieu a reconnu sa vocation terrestre. Mais maintenant, nous sommes confrontés au risque de contamination par l'esprit du siècle. La doctrine de la grâce commune, confessée et mise en pratique par le peuple de Dieu, ouvre avec le monde dans le même temps le danger de la conformité au monde. Nous n’avons pas échappé à un certain déséquilibre dans notre nourriture spirituelle. Une attention insuffisante est accordée aux besoins du cœur et de l'âme individuelle. L’obéissance extérieure ne suffit pas pour obtenir le salut.”
Le propre successeur de Kuyper à l’Université libre d'Amsterdam, Herman Bavinck (1854-1921), a lui-même nuancé son soutien à la doctrine néo-calviniste, par exemple dans son introduction à la traduction en néerlandais des sermons des pasteurs écossais Ralph et Ebenezer Erskine (en) : « Nous trouvons ici un élément important qui fait beaucoup défaut parmi nous. Nous manquons de connaissance spirituelle de l’âme. Il semble que nous ne sachions plus ce que sont le péché et la grâce, la culpabilité et le pardon, la régénération et la conversion. Nous connaissons ces choses en théorie mais nous ne les connaissons plus dans l’affreuse réalité de la vie. » Il semble donc que Bavinck ait été quelque peu désillusionné à ce moment de sa vie par rapport aux effets sans aucun doute involontaires du mouvement néocalviniste en termes de perte de profondeur et de spiritualité.

## Personnalités associées au néo-calvinisme
- Guillaume Groen van Prinsterer (1801-1876), homme politique néerlandais, député à la chambre basse, leader du Parti anti-révolutionnaire (ARP) fondé par Abraham Kuyper.
- Abraham Kuyper (1837-1920), pasteur, fondateur du mouvement et premier ministre des Pays-Bas de 1901 à 1905.
- Stephanus Jacobus du Toit (1847 -1911) écrivain et historien sud-africain, auteur d’une histoire du peuple afrikaner aux accents mystiques.
- Herman Bavinck (1854-1921), théologien, successeur de Abraham Kuyper à la tête de l’Université libre d'Amsterdam
- Auguste Lecerf (1872-1943), pasteur et théologien français.
- D. H. Th. Vollenhoven (en) (1892–1978), philosophe néerlandais : Reformational philosophy (en).
- Herman Dooyeweerd (en) (1894-1977), philosophe néerlandais,
- Albert M. Wolters (1894-1977), (1942-…), professeur et philosophe.
- Francis Schaeffer (1912-1984), théologien réformé américain, fondateur de la communauté de l'Abri[6]
- Pierre Courthial (1914-2009), pasteur, animateur du courant évangélique réformée en France à partir de la faculté de théologie d'Aix-en-Provence.
- Chuck Colson (1931-2012), ancien conseiller du président Nixon et born again.
- Alvin Plantinga (1932-), philosophe américain
- George Marsden (1939-), historien américain
- James Bratt (en) (1949-)

## Institutions et organisations néo-calvinistes

### Universités
- Arrowhead Cristian Academy (en), Redlands, Californie (USA)
- Calvin College, Grand Rapids, Michigan (USA)
- Dordt College (en), Sioux Center, Iowa (USA)
- Université libre d'Amsterdam à Amsterdam, Pays-Bas
- Institute for Christian Studies (en), Toronto, Canada
- Kuyper College (en), anciennement ‘’Reformed Bible College’’, Grand Rapids, Michigan
- Geneva College (en), Beaver Falls, Pennsylvanie (USA)
- Redeemer University College (en), Ancaster, Ontario, Canada
- Trinity Christian College (en), Palos Heights, Illinois (USA)
- King's University College (Edmonton) (en), Edmonton, Alberta, Canada

### Think tanks
- Cardus (précédemment dénommée The Work Research Foundation), Hamilton, ON, CA
- The Center for Public Justice (en), Washington D.C., USA
- The Christian Labour Association of Canada
- CCO (Coalition for Christian Outreach), Pittsburgh, Pennsylvanie (USA)
- Kuyper Foundation